# Голеш (Хунедоара)
Голеш (рум. Goleș) насеље је у Румунији у округу Хунедоара у општини Топлица. Oпштина се налази на надморској висини од 775 m.

## Становништво
Према подацима из 2002. године у насељу је живело 21 становника, од којих су сви румунске националности.